# Quezon (Palawan)
Pour les articles homonymes, voir Quezon.
Quezon (en tagalog : Bayan ng Quezon) est une municipalité de la province de Palawan et située dans la région de Mimaropa aux Philippines. 
Lors du recensement de 2020, sa population s'élève à 65 283 habitants.
L'ensemble des grottes de Tabon, où ont été retrouvés des fossiles humains dont le plus ancien date de 47 000 ans avant le présent, sont situées au nord de la municipalité.

## Géographie
Quezon est située sur l'île de Palawan, la principale île entre la mer de Chine orientale et la mer de Sulu. 
D'une superficie totale de 943,19 kilomètres carrés, elle est divisée administrativement en 14 barangays : 
- Alfonso XIII
- Aramaywan
- Berong
- Calumpang
- Isugod
- Quinlogan
- Maasin
- Panitian
- Pinaglabanan
- Sowangan
- Tabon
- Kalatagbak
- Malatgao
- Tagusao

|       | mer de Chine orientale            | Aborlan |
| Rizal | Quezon                            | Narra   |
|       | Brooke's Point, Sofronio Española |         |

## Histoire
La grotte de Tabon, où ont été découverts des fossiles d'Homo sapiens parmi les plus anciens de l'Asie du Sud-Est, témoigne d'une occupation humaine continue entre 50 000 ans et 9 000 ans avant le présent.
La municipalité de Quezon est créée en 1951 en détachant les barangays de Berong et d'Alfonso XIII de la municipalité d'Aborlan et ceux d'Iraan, de Candawaga et de Canipaan de la municipalité de Brooke's Point.
| 1960  | 1970  | 1975  | 1980  | 1990  | 1995  | 2000  | 2007  | 2010  | 2015  | 2020  |
| ----- | ----- | ----- | ----- | ----- | ----- | ----- | ----- | ----- | ----- | ----- |
| 11756 | 18735 | 26481 | 33032 | 32538 | 36856 | 41669 | 51234 | 55142 | 60980 | 65283 |